# CHRNA2
CHRNA2 (англ. Cholinergic receptor nicotinic alpha 2 subunit) – білок, який кодується однойменним геном, розташованим у людей на короткому плечі 8-ї хромосоми. Довжина поліпептидного ланцюга білка становить 529 амінокислот, а молекулярна маса — 59 765.
| 10         |  | 20         |  | 30         |  | 40         |  | 50         |
| ---------- |  | ---------- |  | ---------- |  | ---------- |  | ---------- |
| MGPSCPVFLS |  | FTKLSLWWLL |  | LTPAGGEEAK |  | RPPPRAPGDP |  | LSSPSPTALP |
| QGGSHTETED |  | RLFKHLFRGY |  | NRWARPVPNT |  | SDVVIVRFGL |  | SIAQLIDVDE |
| KNQMMTTNVW |  | LKQEWSDYKL |  | RWNPTDFGNI |  | TSLRVPSEMI |  | WIPDIVLYNN |
| ADGEFAVTHM |  | TKAHLFSTGT |  | VHWVPPAIYK |  | SSCSIDVTFF |  | PFDQQNCKMK |
| FGSWTYDKAK |  | IDLEQMEQTV |  | DLKDYWESGE |  | WAIVNATGTY |  | NSKKYDCCAE |
| IYPDVTYAFV |  | IRRLPLFYTI |  | NLIIPCLLIS |  | CLTVLVFYLP |  | SDCGEKITLC |
| ISVLLSLTVF |  | LLLITEIIPS |  | TSLVIPLIGE |  | YLLFTMIFVT |  | LSIVITVFVL |
| NVHHRSPSTH |  | TMPHWVRGAL |  | LGCVPRWLLM |  | NRPPPPVELC |  | HPLRLKLSPS |
| YHWLESNVDA |  | EEREVVVEEE |  | DRWACAGHVA |  | PSVGTLCSHG |  | HLHSGASGPK |
| AEALLQEGEL |  | LLSPHMQKAL |  | EGVHYIADHL |  | RSEDADSSVK |  | EDWKYVAMVI |
| DRIFLWLFII |  | VCFLGTIGLF |  | LPPFLAGMI  |  |            |  |            |

A: Аланін

C: Цистеїн

D: Аспарагінова кислота

E: Глутамінова кислота

F: Фенілаланін

G: Гліцин

H: Гістидин

I: Ізолейцин

K: Лізин

L: Лейцин

M: Метіонін

N: Аспарагін

P: Пролін

Q: Глутамін

R: Аргінін

S: Серин

T: Треонін

V: Валін

W: Триптофан

Кодований геном білок за функціями належить до рецепторів, іонних каналів. 
Задіяний у таких біологічних процесах, як транспорт іонів, транспорт, альтернативний сплайсинг. 
Локалізований у клітинній мембрані, мембрані, клітинних контактах, синапсах.